# Impianto di riprocessamento di La Hague

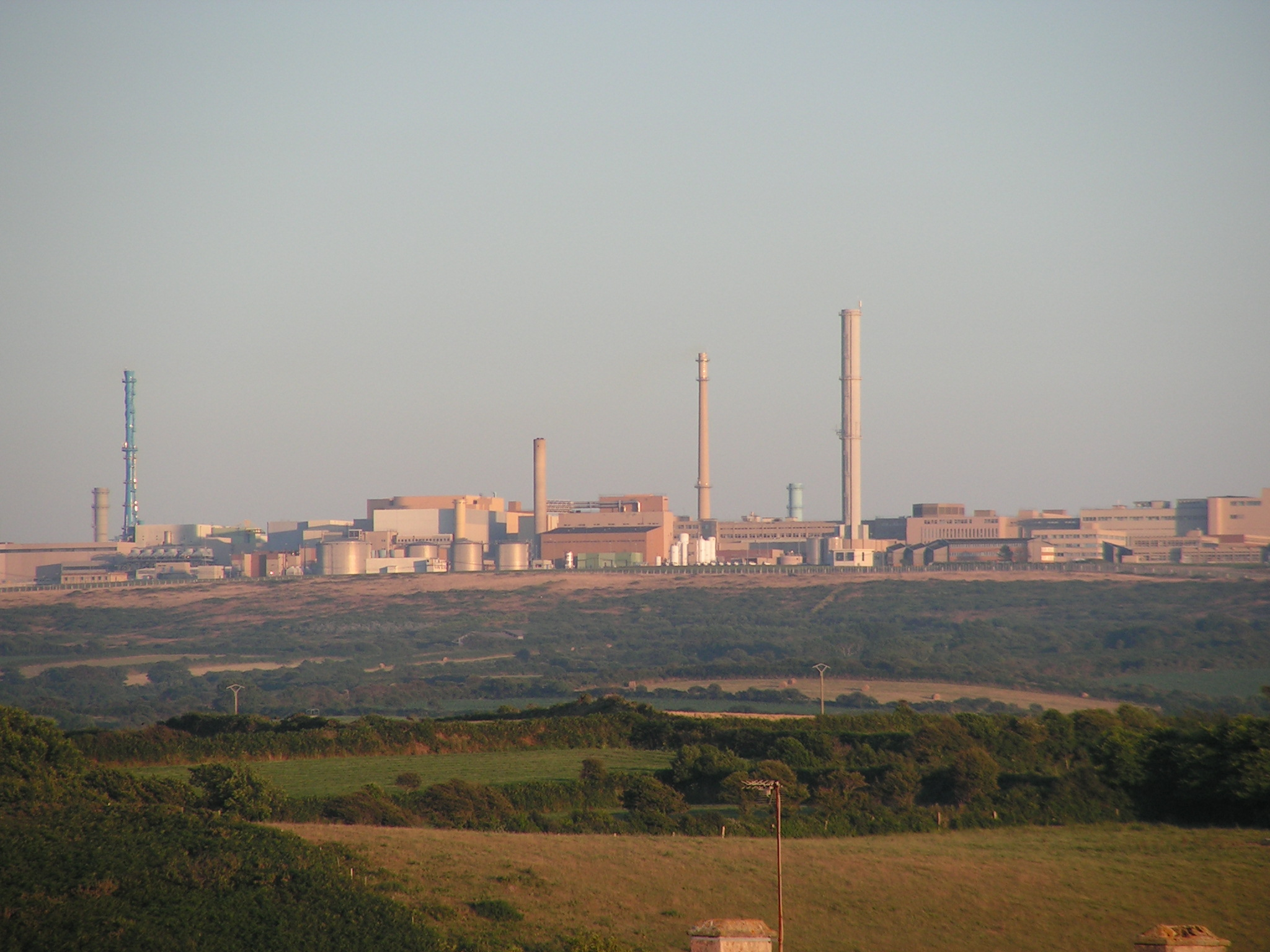
L'impianto di ritrattamento di La Hague

L'impianto di riprocessamento di La Hague è un centro di riprocessamento del combustibile nucleare esausto in cui vengono trattate scorie nucleari provenienti dalle centrali nucleari dislocate in Francia e parte delle scorie provenienti da reattori di Germania, Belgio, Svizzera, Paesi Bassi e Giappone, per poterne estrarre alcuni elementi radioattivi.
Il sito riprocessa anche parte delle scorie nucleari prodotte dalle centrali nucleari italiane durante il loro periodo di attività.
Entrato in servizio nel 1966, l'impianto è sito presso il cap de la Hague, nei comuni di Jobourg, Omonville-la-Petite, Digulleville e Beaumont-Hague, a nord-est della punta della penisola del Cotentin, 25 chilometri a ovest di Cherbourg, nel dipartimento della Manica. L'impianto è gestito dalla filiale Areva NC del gruppo Areva. Vi lavorano circa 6.000 persone, di cui 3.000 direttamente per Areva NC.
Nei pressi dell'impianto si trova il Centro di stoccaggio di scorie nucleari della Manica.

## Attività
Nel 2005 il complesso industriale ha riprocessato 1.100 tonnellate di combustibile esausto, a fronte di una capacità prevista (per gli impianti UP2-800 e UP3) di 1.700 tonnellate/anno.
All'uscita dal reattore, un combustibile nucleare esausto contiene circa il 94% di materiale fissile (93% di uranio e 1% di plutonio) con un 5% di prodotti di fissione ed attinidi. Questi vengono isolati e trattati per vetrificazione, in previsione di un loro stoccaggio in profondità. I rifiuti provenienti dall'estero sono invece rispediti al cliente.
Il plutonio recuperato è inviato alla sito nucleare di Marcoule o impiegato per la produzione di combustibile MOX. Il nitrato di uranile viene invece successivamente convertito in ossido di uranio (U3O8) per poter essere successivamente arricchito e impiegato nella produzione di nuovo combustibile.